# Mirovice
Mirovice − miasto w Czechach, w kraju południowoczeskim.
Według danych z 31 grudnia 2003 powierzchnia miasta wynosiła 22,05 km², a liczba jego mieszkańców 1658 osób.
| Rok             | 1970  | 1980  | 1991  | 2001  | 2003  |
| --------------- | ----- | ----- | ----- | ----- | ----- |
| Liczba ludności | 1 639 | 1 724 | 1 637 | 1 711 | 1 658 |

Źródło: Czeski Urząd Statystyczny
W miejscowości znajduje się stacja kolejowa Mirovice.

## Linki zewnętrzne

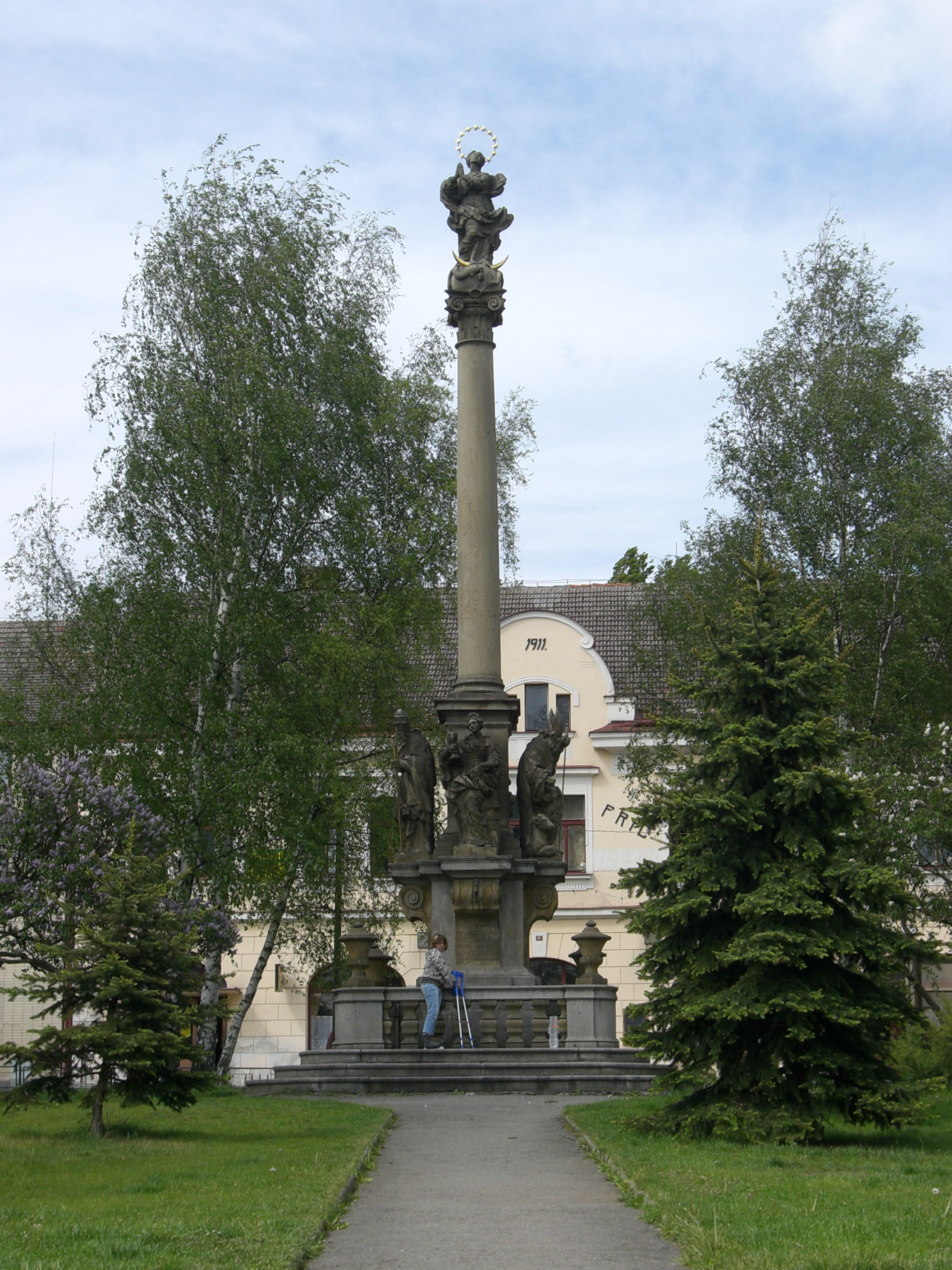